# کارلوک، آلاسکا
کارلوک (به انگلیسی: Karluk) یک منطقهٔ مسکونی در ایالات متحده آمریکا است که در ناحیه جزیره کودیاک واقع شده‌است. کارلوک ۱۴۹٫۹ کیلومتر مربع مساحت و ۳۷ نفر جمعیت دارد.